# Mutsu (odrůda jablek)
Mutsu (japonsky 睦奥 [mucu], nazvané podle provincie Mucu), je zimní odrůda jablek původem z Japonska. Vzhledem ke svým vlastnostem, dobrou plodností a dlouhou skladovatelností a lákavým vzhledem plodů se dříve myslelo, že se stane nadějnou odrůdou i v Evropě a nějakou dobu bylo zkoušeno, nevýhodou však je pozdější nástup do plodnosti a velmi silný růst nevhodný pro moderní intenzivní výsadby. 

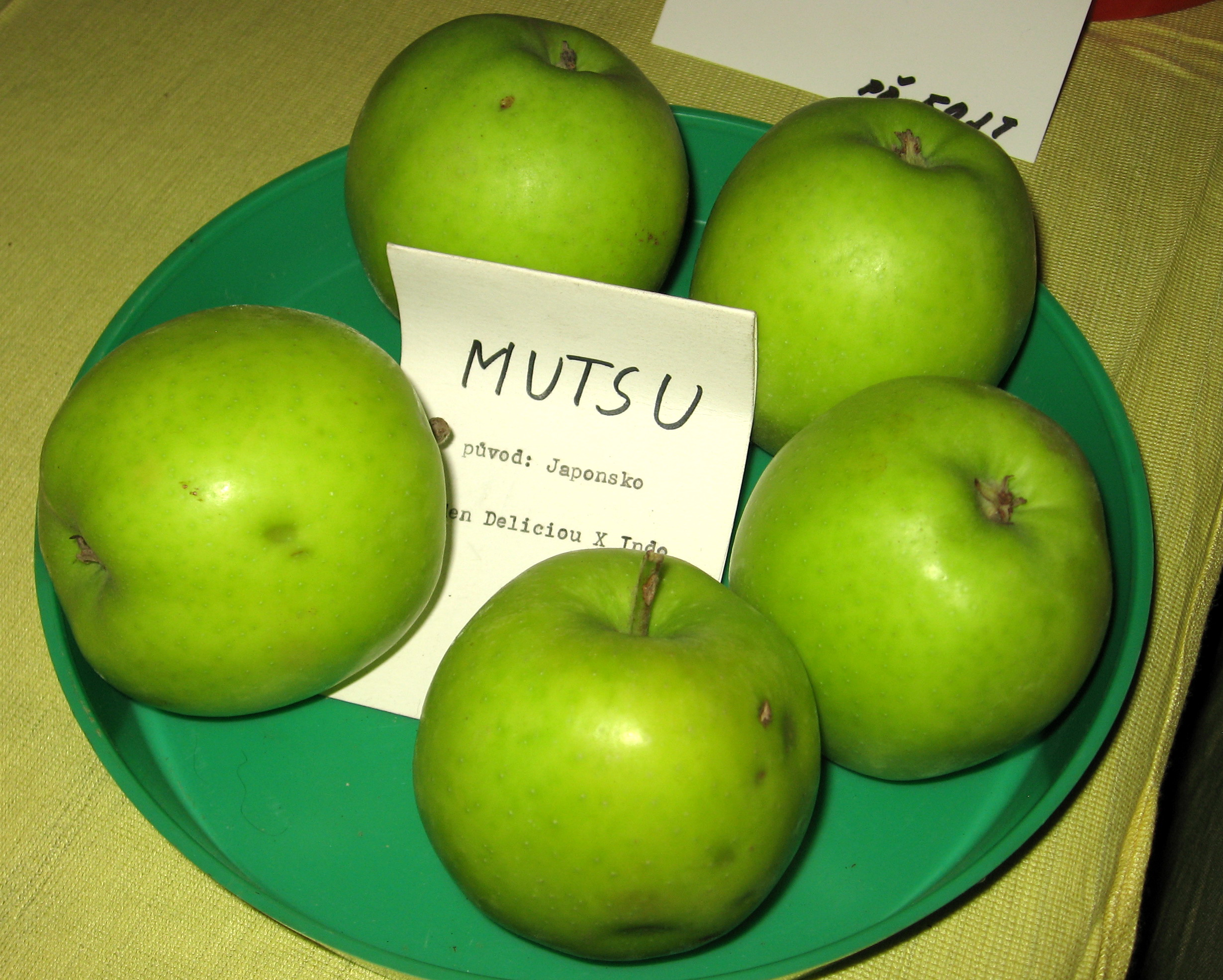
mutsu - jablka

## Historie
Mutsu je japonská odrůda, vyšlechtěná v Kuroiši (黒石) v prefektuře Aomori. Vznikla křížením odrůd 'Golden Delicious' x 'Indo' v roce 1930, pojmenována je po japonském císaři nebo spíše podle japonské provincie Mucu, do sadařské praxe vstoupila v roce 1948. Indo je tržní japonská odrůda. Mutsu je plastická více než Golden Delicious.

## Vlastnosti

### Stanoviště
V místech, kde pro silnou strupovitost nelze pěstovat Golden Delicious, je možné pěstovat Mutsu. Teoreticky je také vhodná pro zónu I.-III, tedy od nížin až do podhůří.

### Růst

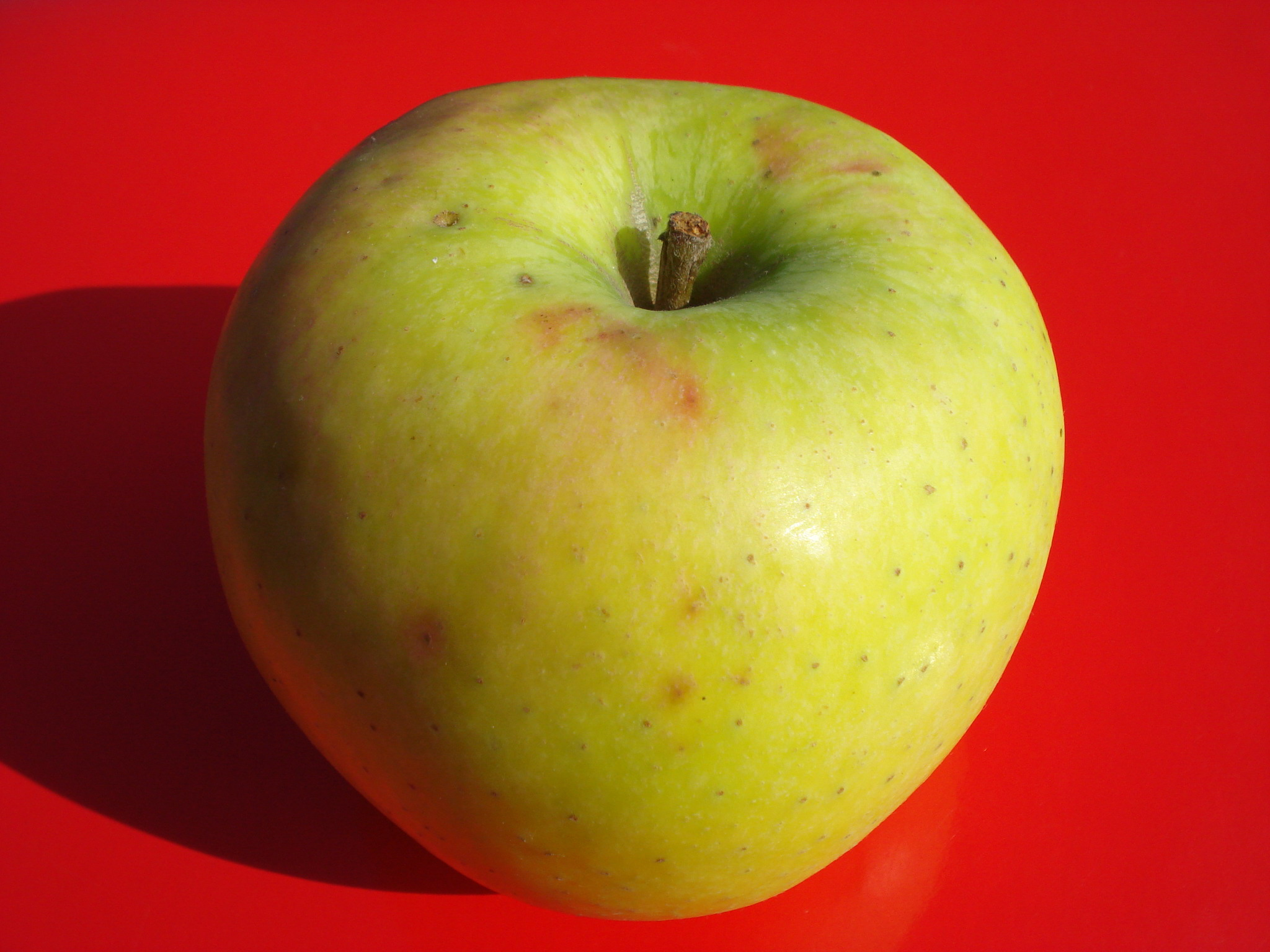
Mutsu

Již ve školce roste bujně (triploidní odrůda) a tvoří silné přírůstky, proto je vhodná pro všechny tvary. Je nutné zvážit volbu podnoží, aby se neoodalovala plodnost (M I, II a XI). Na stanovišti tvoří velkou, široce rozložitou a pevnou řidší korunu se středně dlouhým, plodným obrostem po celé délce větví. Výhony jsou silné, hnědošedé, výrazně poseté lepticelami.

### Řez
Přípravný a výchovný řez nesmí být hluboký, abychom neoddalovali plodnost.

### Opylování
Kombinace s odrůdami Golden delicious, Starking Delicious a Red Delicious zaručuje úspěšné opylení, samo je však špatným opylovačem.

### Plodnost
Plodit začíná později, plodí středně, téměř pravidelně. Je z velmi plodných odrůd, přestože je triploidem.

### Květ
Kvete středně pozdě.

### Plod
Jsou velké až velmi velké, tupě kuželovité i soudkovité nebo kulovité. Slupka je olivově zelená, při zrání slámově zežloutne, je suchá, může bez líčka nebo může mít načervenalé líčko, hladká a tečkovaná lenticelami. Stopka je tlustší a stopečná i kališní jamka jsou hlubší. Kalich je velký, uzavřený až polootevřený. Dužnina je nažloutlá, středně tuhá a šťavnatá, má renetovitou, lahodně nasládlou chuť po odrůdě Golden Delicious, ale chuťově se jí nevyrovná.
Plody jsou kulovité až protáhle kulovité, oble žebernaté (okolo kalichu protáhle oble žebernaté) a jsou velké až velmi velké. Slupka je polodrsná, tuhá. Základní barva je zelená, později žlutozelená, ojedinělé plody mají nepatrně narůžovělé líčko. Dužnina je nažloutlá, částečně zrnitá, hrubší. Chuť je sladce nakyslá, méně aromatická a obvykle jen průměrná.

### Zralost
Sklízí se v druhé polovině až koncem října, konzumně dozrává v koncem listopadu a vydrží do března i dubna. Pro velkopěstitele se nejlépe skladuje ve chladírnách s upravenou atmosférou, kde plody získají mají mnohem lepší chuťové vlastnosti. Při normálním skladování dochází brzy k zhoršení chuťové kvality pravděpodobně vlivem předčasné změny cukrů v alkohol.
Netrpí předsklizňovým opadem plodů. Pozdní sklizeň zaručuje při optimálních skladovacích podmínkách dlouhou konzumní schopnost od ledna do dubna. Při skladování nevadne.

## Choroby a škůdci
Padlím trpí málo až středně.